# Liste der Stolpersteine in Rhaunen
Die Liste der Stolpersteine in Rhaunen enthält alle 48 Stolpersteine, welche von Gunter Demnig in Rhaunen verlegt wurden. Sie sollen an die Opfer des Nationalsozialismus erinnern, die in Rhaunen ihren letzten bekannten Wohnsitz hatten, bevor sie deportiert, ermordet, vertrieben oder in den Suizid getrieben wurden.
Hinweis: Die Liste ist sortierbar. Durch Anklicken eines Spaltenkopfes wird die Liste nach dieser Spalte sortiert, zweimaliges Anklicken kehrt die Sortierung um. Durch das Anklicken zweier Spalten hintereinander lässt sich jede gewünschte Kombination erzielen.

## Liste der Stolpersteine
| Adresse                          | Verlegedatum  | NS-Opfer                               | Inschrift                                                          | Bild |
| -------------------------------- | ------------- | -------------------------------------- | ------------------------------------------------------------------ | --- |
| Zum Idar 18 · Rhaunen ·          | 8. Sep. 2012  | Arthur Ermann Jg. 1890                 | Deportiert 1941 Lodz 1942 Chelmno Ermordet 12.4.1943               | Bild gesucht Die Wikipedia wünscht sich an dieser Stelle ein Bild vom Ort mit diesen Koordinaten 49.863731 7.340903 . Motiv: Stolpersteine Zum Idar 18, Rhaunen Falls du dabei helfen möchtest, erklärt die Anleitung , wie das geht. BW          |
| Zum Idar 18 · Rhaunen ·          | 8. Sep. 2012  | Frieda Ermann geb. Meyar Jg. 1895      | Deportiert 1941 Lodz Auschwitz Bergen-Belsen Ermordet              | Bild gesucht Die Wikipedia wünscht sich an dieser Stelle ein Bild vom Ort mit diesen Koordinaten 49.863731 7.340903 . Motiv: Stolpersteine Zum Idar 18, Rhaunen Falls du dabei helfen möchtest, erklärt die Anleitung , wie das geht. BW          |
| Zum Idar 18 · Rhaunen ·          | 8. Sep. 2012  | Margot Ermann Jg. 1928                 | Deportiert 1941 Lodz Bergen-Belsen Ermordet                        | Bild gesucht Die Wikipedia wünscht sich an dieser Stelle ein Bild vom Ort mit diesen Koordinaten 49.863731 7.340903 . Motiv: Stolpersteine Zum Idar 18, Rhaunen Falls du dabei helfen möchtest, erklärt die Anleitung , wie das geht. BW          |
| Zum Idar 18 · Rhaunen ·          | 8. Sep. 2012  | Kurt Ermann Jg. 1920                   | Flucht 1939 Palästina Überlebt                                     | Bild gesucht Die Wikipedia wünscht sich an dieser Stelle ein Bild vom Ort mit diesen Koordinaten 49.863731 7.340903 . Motiv: Stolpersteine Zum Idar 18, Rhaunen Falls du dabei helfen möchtest, erklärt die Anleitung , wie das geht. BW          |
| Zum Idar 18 · Rhaunen ·          | 8. Sep. 2012  | Wilma Ermann Jg. 1924                  | Flucht 1939 Schweden Überlebt                                      | Bild gesucht Die Wikipedia wünscht sich an dieser Stelle ein Bild vom Ort mit diesen Koordinaten 49.863731 7.340903 . Motiv: Stolpersteine Zum Idar 18, Rhaunen Falls du dabei helfen möchtest, erklärt die Anleitung , wie das geht. BW          |
| Zum Idar 18 · Rhaunen ·          | 8. Sep. 2012  | Norbert Haas Jg. 1898                  | Deportiert 1941 Lodz 1942 Chelmno Ermordet                         | Bild gesucht Die Wikipedia wünscht sich an dieser Stelle ein Bild vom Ort mit diesen Koordinaten 49.863731 7.340903 . Motiv: Stolpersteine Zum Idar 18, Rhaunen Falls du dabei helfen möchtest, erklärt die Anleitung , wie das geht. BW          |
| Zum Idar 18 · Rhaunen ·          | 8. Sep. 2012  | Martha Haas geb. Levy Jg. 1899         | Deportiert 1941 Lodz 1942 Chelmno Ermordet                         | Bild gesucht Die Wikipedia wünscht sich an dieser Stelle ein Bild vom Ort mit diesen Koordinaten 49.863731 7.340903 . Motiv: Stolpersteine Zum Idar 18, Rhaunen Falls du dabei helfen möchtest, erklärt die Anleitung , wie das geht. BW          |
| Zum Idar 18 · Rhaunen ·          | 8. Sep. 2012  | Edith Haas Jg. 1929                    | Deportiert 1941 Lodz 1942 Chelmno Ermordet                         | Bild gesucht Die Wikipedia wünscht sich an dieser Stelle ein Bild vom Ort mit diesen Koordinaten 49.863731 7.340903 . Motiv: Stolpersteine Zum Idar 18, Rhaunen Falls du dabei helfen möchtest, erklärt die Anleitung , wie das geht. BW          |
| Zum Idar 18 · Rhaunen ·          | 8. Sep. 2012  | Günter Haas Jg. 1931                   | Deportiert 1941 Lodz 1942 Chelmno Ermordet 1943                    | Bild gesucht Die Wikipedia wünscht sich an dieser Stelle ein Bild vom Ort mit diesen Koordinaten 49.863731 7.340903 . Motiv: Stolpersteine Zum Idar 18, Rhaunen Falls du dabei helfen möchtest, erklärt die Anleitung , wie das geht. BW          |
| Bergweg 4 · Rhaunen ·            | 8. Sep. 2012  | Adolf Ermann Jg. 1871                  | Deportiert 1941 Lodz Ermordet 5.2.1942                             | Bild gesucht Die Wikipedia wünscht sich an dieser Stelle ein Bild vom Ort mit diesen Koordinaten 49.864231 7.342433 . Motiv: Stolpersteine Bergweg 4, Rhaunen Falls du dabei helfen möchtest, erklärt die Anleitung , wie das geht. BW            |
| Bergweg 4 · Rhaunen ·            | 8. Sep. 2012  | Josef Ermann Jg. 1904                  | Flucht 1939 China Überlebt                                         | Bild gesucht Die Wikipedia wünscht sich an dieser Stelle ein Bild vom Ort mit diesen Koordinaten 49.864231 7.342433 . Motiv: Stolpersteine Bergweg 4, Rhaunen Falls du dabei helfen möchtest, erklärt die Anleitung , wie das geht. BW            |
| Im Eck 11 · Rhaunen ·            | 8. Sep. 2012  | Edmund Frenkel Jg. 1883                | Flucht 1937 USA Überlebt                                           | Bild gesucht Die Wikipedia wünscht sich an dieser Stelle ein Bild vom Ort mit diesen Koordinaten 49.863491 7.344015 . Motiv: Stolpersteine Im Eck 11, Rhaunen Falls du dabei helfen möchtest, erklärt die Anleitung , wie das geht. BW            |
| Im Eck 11 · Rhaunen ·            | 8. Sep. 2012  | Selma Frenkel geb. Loeb Jg. 1890       | Flucht 1937 USA Überlebt                                           | Bild gesucht Die Wikipedia wünscht sich an dieser Stelle ein Bild vom Ort mit diesen Koordinaten 49.863491 7.344015 . Motiv: Stolpersteine Im Eck 11, Rhaunen Falls du dabei helfen möchtest, erklärt die Anleitung , wie das geht. BW            |
| Im Eck 11 · Rhaunen ·            | 8. Sep. 2012  | Helmut Frenkel Jg. 1923                | Flucht 1937 USA Überlebt                                           | Bild gesucht Die Wikipedia wünscht sich an dieser Stelle ein Bild vom Ort mit diesen Koordinaten 49.863491 7.344015 . Motiv: Stolpersteine Im Eck 11, Rhaunen Falls du dabei helfen möchtest, erklärt die Anleitung , wie das geht. BW            |
| Salzengasse 13 · Rhaunen ·       | 8. Sep. 2012  | Emma Klein geb. Ermann Jg. 1877        | Deportiert 1941 Ermordet in Lodz                                   | Bild gesucht Die Wikipedia wünscht sich an dieser Stelle ein Bild vom Ort mit diesen Koordinaten 49.863226 7.344694 . Motiv: Stolpersteine Salzengasse 13, Rhaunen Falls du dabei helfen möchtest, erklärt die Anleitung , wie das geht. BW       |
| Salzengasse 13 · Rhaunen ·       | 8. Sep. 2012  | Gerda Ermann Jg. 1902                  | Deportiert 1941 Lodz Ermordet 1.11.1941                            | Bild gesucht Die Wikipedia wünscht sich an dieser Stelle ein Bild vom Ort mit diesen Koordinaten 49.863226 7.344694 . Motiv: Stolpersteine Salzengasse 13, Rhaunen Falls du dabei helfen möchtest, erklärt die Anleitung , wie das geht. BW       |
| Otto-Conrad-Straße 3 · Rhaunen · | 8. Sep. 2012  | Leopold Loeb Jg. 1890                  | Flucht 1935 USA Überlebt                                           | Bild gesucht Die Wikipedia wünscht sich an dieser Stelle ein Bild vom Ort mit diesen Koordinaten 49.864154 7.346364 . Motiv: Stolpersteine Otto-Conrad-Straße 3, Rhaunen Falls du dabei helfen möchtest, erklärt die Anleitung , wie das geht. BW |
| Otto-Conrad-Straße 3 · Rhaunen · | 8. Sep. 2012  | Erna Loeb geb. Haymann Jg. 1895        | Flucht 1935 USA Überlebt                                           | Bild gesucht Die Wikipedia wünscht sich an dieser Stelle ein Bild vom Ort mit diesen Koordinaten 49.864154 7.346364 . Motiv: Stolpersteine Otto-Conrad-Straße 3, Rhaunen Falls du dabei helfen möchtest, erklärt die Anleitung , wie das geht. BW |
| Otto-Conrad-Straße 3 · Rhaunen · | 8. Sep. 2012  | Juliane Loeb Jg. 1923                  | Flucht 1935 USA Überlebt                                           | Bild gesucht Die Wikipedia wünscht sich an dieser Stelle ein Bild vom Ort mit diesen Koordinaten 49.864154 7.346364 . Motiv: Stolpersteine Otto-Conrad-Straße 3, Rhaunen Falls du dabei helfen möchtest, erklärt die Anleitung , wie das geht. BW |
| Otto-Conrad-Straße 3 · Rhaunen · | 8. Sep. 2012  | Werner Loeb Jg. 1927                   | Flucht 1935 USA Überlebt                                           | Bild gesucht Die Wikipedia wünscht sich an dieser Stelle ein Bild vom Ort mit diesen Koordinaten 49.864154 7.346364 . Motiv: Stolpersteine Otto-Conrad-Straße 3, Rhaunen Falls du dabei helfen möchtest, erklärt die Anleitung , wie das geht. BW |
| Am Wartenberg 10 · Rhaunen ·     | 8. Sep. 2012  | Max Levy Jg. 1888                      | Deportiert 1941 Lodz Ermordet 21.6.1942                            | Bild gesucht Die Wikipedia wünscht sich an dieser Stelle ein Bild vom Ort mit diesen Koordinaten 49.864765 7.344561 . Motiv: Stolpersteine Am Wartenberg 10, Rhaunen Falls du dabei helfen möchtest, erklärt die Anleitung , wie das geht. BW     |
| Am Wartenberg 10 · Rhaunen ·     | 8. Sep. 2012  | Selma Levy geb. Liebmann Jg. 1887      | Deportiert 1941 Lodz Ermordet 13.4.1942                            | Bild gesucht Die Wikipedia wünscht sich an dieser Stelle ein Bild vom Ort mit diesen Koordinaten 49.864765 7.344561 . Motiv: Stolpersteine Am Wartenberg 10, Rhaunen Falls du dabei helfen möchtest, erklärt die Anleitung , wie das geht. BW     |
| Am Wartenberg 10 · Rhaunen ·     | 8. Sep. 2012  | Myrtill Levy Jg. 1920                  | Deportiert 1941 Lodz Ermordet                                      | Bild gesucht Die Wikipedia wünscht sich an dieser Stelle ein Bild vom Ort mit diesen Koordinaten 49.864765 7.344561 . Motiv: Stolpersteine Am Wartenberg 10, Rhaunen Falls du dabei helfen möchtest, erklärt die Anleitung , wie das geht. BW     |
| Am Wartenberg 10 · Rhaunen ·     | 8. Sep. 2012  | Erich Levy Jg. 1922                    | Flucht 1938 Palästina Überlebt                                     | Bild gesucht Die Wikipedia wünscht sich an dieser Stelle ein Bild vom Ort mit diesen Koordinaten 49.864765 7.344561 . Motiv: Stolpersteine Am Wartenberg 10, Rhaunen Falls du dabei helfen möchtest, erklärt die Anleitung , wie das geht. BW     |
| Am Wartenberg 30 · Rhaunen ·     | 8. Sep. 2012  | Julius Grünewald Jg. 1890              | Gedemütigt/Entrechtet Flucht in den Tod 1939                       | Bild gesucht Die Wikipedia wünscht sich an dieser Stelle ein Bild vom Ort mit diesen Koordinaten 49.866551 7.343427 . Motiv: Stolpersteine Am Wartenberg 30, Rhaunen Falls du dabei helfen möchtest, erklärt die Anleitung , wie das geht. BW     |
| Am Wartenberg 30 · Rhaunen ·     | 8. Sep. 2012  | Jakob Grünewald Jg. 1919               | Flucht 1939 England Überlebt                                       | Bild gesucht Die Wikipedia wünscht sich an dieser Stelle ein Bild vom Ort mit diesen Koordinaten 49.866551 7.343427 . Motiv: Stolpersteine Am Wartenberg 30, Rhaunen Falls du dabei helfen möchtest, erklärt die Anleitung , wie das geht. BW     |
| Am Wartenberg 30 · Rhaunen ·     | 8. Sep. 2012  | Mirtel Grünewald Jg. 1895              | Flucht 1936 Palästina Überlebt                                     | Bild gesucht Die Wikipedia wünscht sich an dieser Stelle ein Bild vom Ort mit diesen Koordinaten 49.866551 7.343427 . Motiv: Stolpersteine Am Wartenberg 30, Rhaunen Falls du dabei helfen möchtest, erklärt die Anleitung , wie das geht. BW     |
| Am Wartenberg 30 · Rhaunen ·     | 8. Sep. 2012  | Rosa Grünewald geb. Josef Jg. 1899     | Flucht 1936 Palästina Überlebt                                     | Bild gesucht Die Wikipedia wünscht sich an dieser Stelle ein Bild vom Ort mit diesen Koordinaten 49.866551 7.343427 . Motiv: Stolpersteine Am Wartenberg 30, Rhaunen Falls du dabei helfen möchtest, erklärt die Anleitung , wie das geht. BW     |
| Am Wartenberg 30 · Rhaunen ·     | 8. Sep. 2012  | Rosa Grünewald Jg. 1897                | Deportiert 1941 Lodz Ermordet 17.7.1943                            | Bild gesucht Die Wikipedia wünscht sich an dieser Stelle ein Bild vom Ort mit diesen Koordinaten 49.866551 7.343427 . Motiv: Stolpersteine Am Wartenberg 30, Rhaunen Falls du dabei helfen möchtest, erklärt die Anleitung , wie das geht. BW     |
| Im Eck 15 · Rhaunen ·            | 23. Feb. 2013 | Jakob Gärtner Jg. 1859                 | Flucht Brooklyn USA 20.02.1937                                     | Bild gesucht Die Wikipedia wünscht sich an dieser Stelle ein Bild vom Ort mit diesen Koordinaten 49.863674 7.343996 . Motiv: Stolpersteine Im Eck 15, Rhaunen Falls du dabei helfen möchtest, erklärt die Anleitung , wie das geht. BW            |
| Im Eck 15 · Rhaunen ·            | 23. Feb. 2013 | Sara Gärtner geb. Kahn Jg. 1860        | Flucht Brooklyn USA 20.02.1937                                     | Bild gesucht Die Wikipedia wünscht sich an dieser Stelle ein Bild vom Ort mit diesen Koordinaten 49.863674 7.343996 . Motiv: Stolpersteine Im Eck 15, Rhaunen Falls du dabei helfen möchtest, erklärt die Anleitung , wie das geht. BW            |
| Im Eck 15 · Rhaunen ·            | 23. Feb. 2013 | Leopold Kahn Jg. 1899                  | Flucht USA 31.07.1937                                              | Bild gesucht Die Wikipedia wünscht sich an dieser Stelle ein Bild vom Ort mit diesen Koordinaten 49.863674 7.343996 . Motiv: Stolpersteine Im Eck 15, Rhaunen Falls du dabei helfen möchtest, erklärt die Anleitung , wie das geht. BW            |
| Im Eck 15 · Rhaunen ·            | 23. Feb. 2013 | Martha Kahn geb. Gärtner Jg. 1900      | Flucht USA 31.07.1937                                              | Bild gesucht Die Wikipedia wünscht sich an dieser Stelle ein Bild vom Ort mit diesen Koordinaten 49.863674 7.343996 . Motiv: Stolpersteine Im Eck 15, Rhaunen Falls du dabei helfen möchtest, erklärt die Anleitung , wie das geht. BW            |
| Im Eck 15 · Rhaunen ·            | 23. Feb. 2013 | Flora Kahn Jg. 1888                    | Flucht USA 22.12.1937                                              | Bild gesucht Die Wikipedia wünscht sich an dieser Stelle ein Bild vom Ort mit diesen Koordinaten 49.863674 7.343996 . Motiv: Stolpersteine Im Eck 15, Rhaunen Falls du dabei helfen möchtest, erklärt die Anleitung , wie das geht. BW            |
| Pühlstraße 9 · Rhaunen ·         | 23. Feb. 2013 | Julius Lenhard Jg. 1881                | Getötet durch Genickschuss 13.03.1945                              | Bild gesucht Die Wikipedia wünscht sich an dieser Stelle ein Bild vom Ort mit diesen Koordinaten 49.864318 7.34875 . Motiv: Stolpersteine Pühlstraße 9, Rhaunen Falls du dabei helfen möchtest, erklärt die Anleitung , wie das geht. BW          |
| Salzengasse 10 · Rhaunen ·       | 23. Feb. 2013 | Moses Grünewald Jg. 1880               | Deportiert 11.12.1941 Riga Ermordet in Auschwitz                   | Bild gesucht Die Wikipedia wünscht sich an dieser Stelle ein Bild vom Ort mit diesen Koordinaten 49.8627 7.343362 . Motiv: Stolpersteine Salzengasse 10, Rhaunen Falls du dabei helfen möchtest, erklärt die Anleitung , wie das geht. BW         |
| Unterdorf 13 · Rhaunen ·         | 23. Feb. 2013 | Willi Magnus Jg. 1885                  | Flucht Paraguay 06.05.1939                                         | Bild gesucht Die Wikipedia wünscht sich an dieser Stelle ein Bild vom Ort mit diesen Koordinaten 49.8651 7.346844 . Motiv: Stolpersteine Unterdorf 13, Rhaunen Falls du dabei helfen möchtest, erklärt die Anleitung , wie das geht. BW           |
| Unterdorf 13 · Rhaunen ·         | 23. Feb. 2013 | Clementine Magnus geb. Levy Jg. 1888   | Flucht Paraguay 06.05.1939                                         | Bild gesucht Die Wikipedia wünscht sich an dieser Stelle ein Bild vom Ort mit diesen Koordinaten 49.8651 7.346844 . Motiv: Stolpersteine Unterdorf 13, Rhaunen Falls du dabei helfen möchtest, erklärt die Anleitung , wie das geht. BW           |
| Am Wartenberg 5 · Rhaunen ·      | 23. Feb. 2013 | Selma Levy Jg. 1889                    | Deportiert 15.10.1941 Ermordet am 19.09.1942 in Łódź (Polen)       | Bild gesucht Die Wikipedia wünscht sich an dieser Stelle ein Bild vom Ort mit diesen Koordinaten 49.864703 7.344418 . Motiv: Stolpersteine Am Wartenberg 5, Rhaunen Falls du dabei helfen möchtest, erklärt die Anleitung , wie das geht. BW      |
| Am Wartenberg 5 · Rhaunen ·      | 23. Feb. 2013 | Markus (Max) Levy Jg. 1893             | Deportiert 15.10.1941 Ermordet am 19.09.1942 in Łódź (Polen)       | Bild gesucht Die Wikipedia wünscht sich an dieser Stelle ein Bild vom Ort mit diesen Koordinaten 49.864703 7.344418 . Motiv: Stolpersteine Am Wartenberg 5, Rhaunen Falls du dabei helfen möchtest, erklärt die Anleitung , wie das geht. BW      |
| Am Wartenberg 12 · Rhaunen ·     | 23. Feb. 2013 | Josef Eulau Jg. 1881                   | Flucht USA 19.07.1941                                              | Bild gesucht Die Wikipedia wünscht sich an dieser Stelle ein Bild vom Ort mit diesen Koordinaten 49.865308 7.344828 . Motiv: Stolpersteine Am Wartenberg 12, Rhaunen Falls du dabei helfen möchtest, erklärt die Anleitung , wie das geht. BW     |
| Am Wartenberg 12 · Rhaunen ·     | 23. Feb. 2013 | Ida Eulau geb. Neuschüler Jg. 1874     | Flucht USA 19.07.1941                                              | Bild gesucht Die Wikipedia wünscht sich an dieser Stelle ein Bild vom Ort mit diesen Koordinaten 49.865308 7.344828 . Motiv: Stolpersteine Am Wartenberg 12, Rhaunen Falls du dabei helfen möchtest, erklärt die Anleitung , wie das geht. BW     |
| Am Wartenberg 12 · Rhaunen ·     | 23. Feb. 2013 | Hermann Eulau Jg. 1905                 | Flucht USA 10.10.1938                                              | Bild gesucht Die Wikipedia wünscht sich an dieser Stelle ein Bild vom Ort mit diesen Koordinaten 49.865308 7.344828 . Motiv: Stolpersteine Am Wartenberg 12, Rhaunen Falls du dabei helfen möchtest, erklärt die Anleitung , wie das geht. BW     |
| Am Wartenberg 12 · Rhaunen ·     | 23. Feb. 2013 | Leo Eulau Jg. 1909                     | Flucht USA 10.10.1938                                              | Bild gesucht Die Wikipedia wünscht sich an dieser Stelle ein Bild vom Ort mit diesen Koordinaten 49.865308 7.344828 . Motiv: Stolpersteine Am Wartenberg 12, Rhaunen Falls du dabei helfen möchtest, erklärt die Anleitung , wie das geht. BW     |
| Am Wartenberg 19 · Rhaunen ·     | 23. Feb. 2013 | Moritz Frenkel Jg. 1875                | Deportiert 15.10.1941 Łódź (Polen) Ermordet 1944 in Auschwitz      | Bild gesucht Die Wikipedia wünscht sich an dieser Stelle ein Bild vom Ort mit diesen Koordinaten 49.866028 7.344227 . Motiv: Stolpersteine Am Wartenberg 19, Rhaunen Falls du dabei helfen möchtest, erklärt die Anleitung , wie das geht. BW     |
| Am Wartenberg 19 · Rhaunen ·     | 23. Feb. 2013 | Jeanette Frenkel geb. Gutmann Jg. 1874 | Deportiert 15.10.1941 Łódź (Polen) Ermordet 1944 in Theresienstadt | Bild gesucht Die Wikipedia wünscht sich an dieser Stelle ein Bild vom Ort mit diesen Koordinaten 49.866028 7.344227 . Motiv: Stolpersteine Am Wartenberg 19, Rhaunen Falls du dabei helfen möchtest, erklärt die Anleitung , wie das geht. BW     |
| Am Wartenberg 19 · Rhaunen ·     | 23. Feb. 2013 | Alex Frenkel Jg. 1905                  | Flucht Chicago USA 1936                                            | Bild gesucht Die Wikipedia wünscht sich an dieser Stelle ein Bild vom Ort mit diesen Koordinaten 49.866028 7.344227 . Motiv: Stolpersteine Am Wartenberg 19, Rhaunen Falls du dabei helfen möchtest, erklärt die Anleitung , wie das geht. BW     |
| Am Wartenberg 19 · Rhaunen ·     | 23. Feb. 2013 | Therese Frenkel geb. Herz Jg. 1909     | Flucht USA 20.02.1937                                              | Bild gesucht Die Wikipedia wünscht sich an dieser Stelle ein Bild vom Ort mit diesen Koordinaten 49.866028 7.344227 . Motiv: Stolpersteine Am Wartenberg 19, Rhaunen Falls du dabei helfen möchtest, erklärt die Anleitung , wie das geht. BW     |